# Sainte-Anne, Guadeloupe
Sainte-Anne là một thành phố ở phía nam của Grande-Terre, là một trong những thị đô thị du lịch của Guadeloupe (với Le Gosier và Saint-François).
Theo điều tra dân số năm 1999, xã này có dân số 20.410 người sống ở Sainte-Anne, tăng so với 16.933 người vào năm 1990.